# 極東選手権競技大会

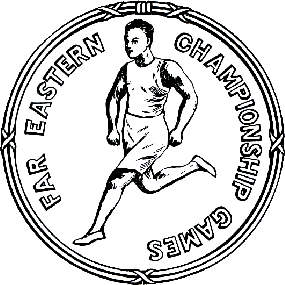
第2回（1915年）上海大会で使用されたロゴマーク

極東選手権競技大会（きょくとうせんしゅけんきょうぎたいかい、英: Far Eastern Championship Games）とは、1913年、マニラのカーニバルをきっかけに、フィリピン、中華民国、日本を主な参加国（この3か国のほか第10回のみオランダ領東インドが参加）として、1934年まで10回開催された競技大会である。

## 概要

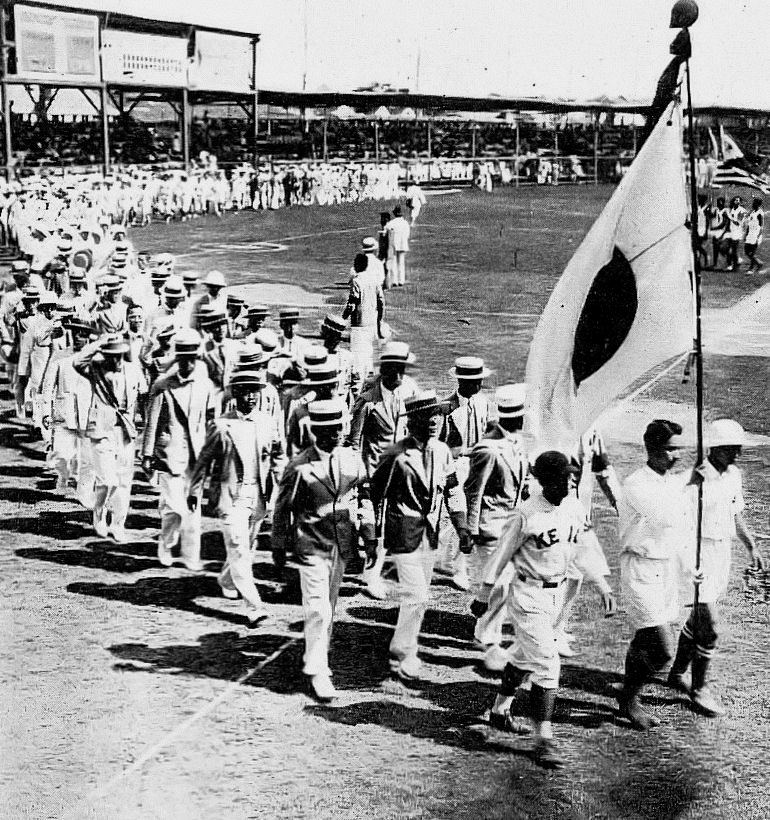
第8回（1927年）上海大会の日本選手団

第1回は東洋オリンピックという名称であったが、第2回以降「極東選手権大会」に改称された。主催者は極東体育協会で、アメリカYMCAからフィリピンに派遣されていたエルウッド・ブラウンの提唱で1910年に設立された。
1917年（大正6年）に開催された第3回大会は日本にとって初の国際的スポーツ競技大会の開催とされる。会場は東京市芝区芝浦の埋め立て地（現・東京都港区海岸2丁目の日の出桟橋付近）であった。
1923年（大正12年）、大阪での第6回では、ラグビーが公開競技ながら日本で初めて国際試合として実施された。それを観戦した秩父宮雍仁親王は、その後、日本ラグビーとの関わりを強め、花園ラグビー場建設のきっかけになったほか、後年には秩父宮ラグビー場の名前の由来ともなる。
1934年、マニラ大会中に満洲国参加に伴う憲章改正問題で日華が対立し、中華民国側の委員が総退場し、極東体育協会および選手権大会は消滅した。
なお、現在のアジア競技大会は、本大会と1934年に1回だけ行われた西アジア競技大会を基として復興されたものであるとされている。

## 実施競技

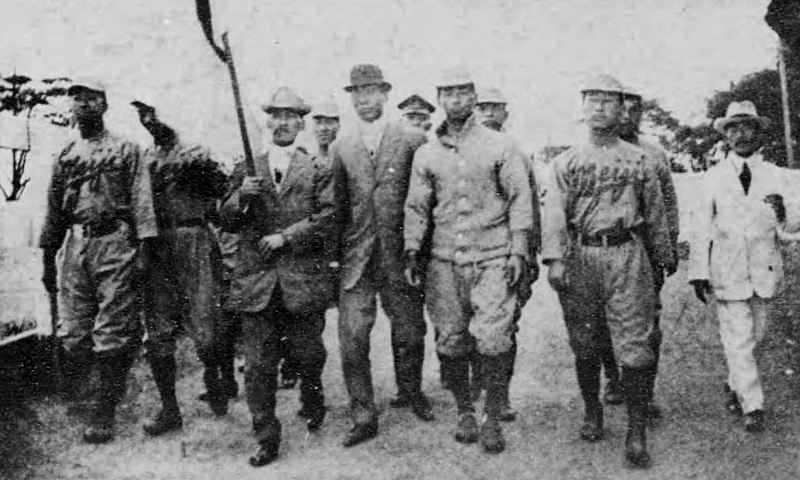
第1回（1913年）マニラ大会で優勝した日本代表野球チーム（明大野球部）

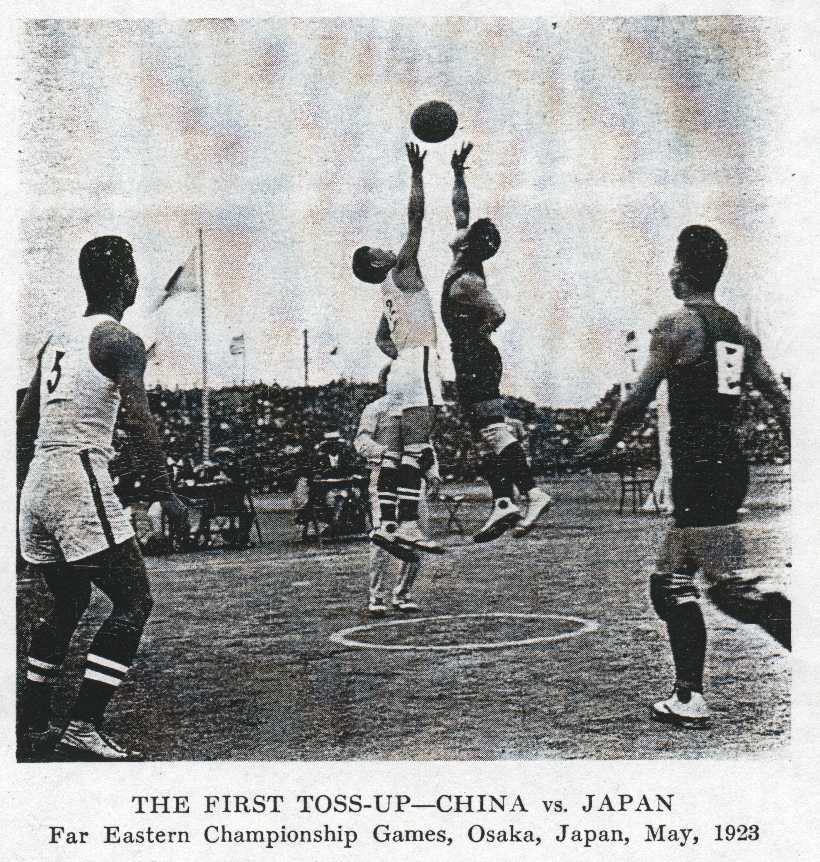
第6回（1923年）大阪大会での男子バスケットボール日本対中華民国の試合

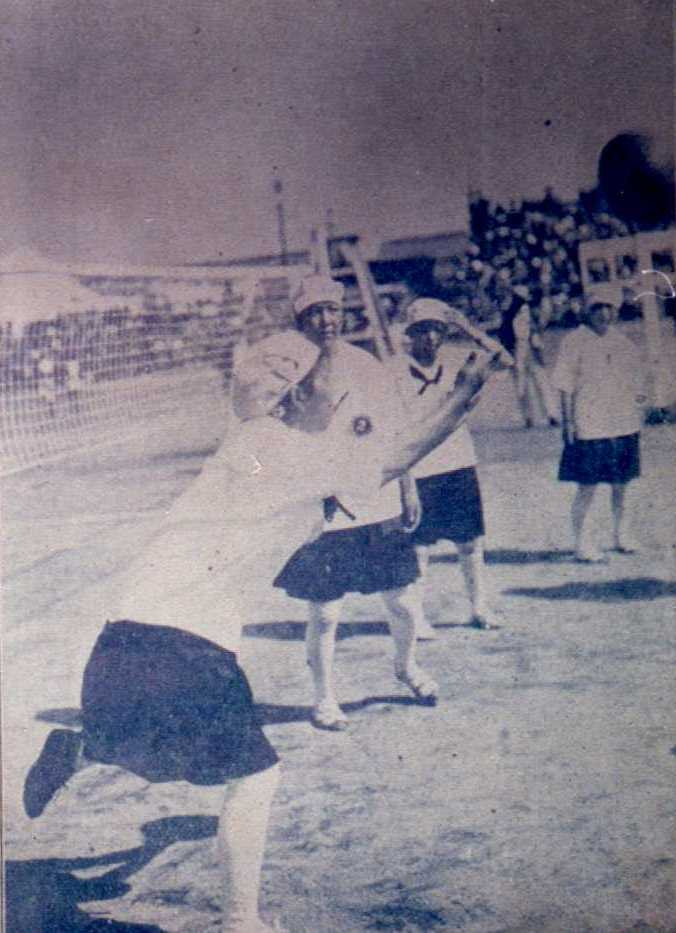
第6回（1923年）大阪大会での女子バレーボールの試合

- 陸上競技
- 競泳

- 野球
- テニス

- サッカー

- バスケットボール

- バレーボール

- 自転車（第1回〜第3回）

- ボクシング（実施しない回があった）

## 大会一覧
- 第1回　1913年2月1日-2月6日 （開催地:マニラ）
- 第2回　1915年5月15日-5月22日（開催地:上海）
- 第3回　1917年5月8日 -5月12日（開催地:東京）
- 第4回　1919年5月12日-5月17日（開催地:マニラ）
- 第5回　1921年5月30日-6月4日 （開催地:上海）
- 第6回　1923年5月21日-5月26日（開催地:大阪）
- 第7回　1925年5月16日-5月23日（開催地:マニラ）
- 第8回　1927年8月27日-9月3日 （開催地:上海）
- 第9回　1930年5月24日-5月31日（開催地:東京）
- 第10回　1934年5月12日-5月20日（開催地:マニラ）